# Salomon Berger
Salomon Berger (Mnešice, Nové Mesto nad Váhom, Slovačka, 25. veljače 1858. – Zagreb, 11. siječnja 1934.) hrvatski industrijalac, trgovac tekstilom, osnivač i prvi ravnatelj Etnografskog muzeja Zagreb i filantrop.

## Životopis
Berger je rođen u Mnešicama, Nové Mesto nad Váhom u Slovačkoj 1858 godine. Odrastao je u židovskoj obitelji. Nakon smrti roditelja, sa 16 godina, preselio je u Zagreb. Kao trgovac tekstilom i proizvođač predstavljao je hrvatsku industriju na 96 izložbi diljem Europe, Amerike i Australije, gdje je i postigao znatan uspjeh. Također, uredio je skladišta i zastupništva u Hamburgu, Berlinu, Monaku, Parizu, Chicagu, St. Louisu i drugdje. Tijekom života prikupljao je etnografsku građu, iz koje su neki dijelovi izdvajani te prodavani ili, u manjoj mjeri, poklanjani muzejima. Najveći broj tekstilnih predmeta, tkanja, pletiva, veziva i čipki, prikupio je na području Posavine. Pod nazivom Zemaljska zbirka Salamona Bergera ta je građa znatnim dijelom, kao i većina Bergerovih zbirki, kasnije pripala Etnografskom odjelu Narodnog muzeja u Zagrebu, odnosno Etnografskom muzeju, po njegovom osnutku 1919. godine. Berger bio je osnivač i ravnatelj Etnografskog muzeja od osnutka 1919. do 1925. godine. Berger je sve do smrti imao titulu počasnog direktora te je i dalje bio aktivno uključen u rad Muzeja. U razdoblju između dva svjetska rata Etnografski muzej je, na poziv Ministarstva trgovine i industrije ili Ministarstva socijalne politike i narodnog zdravlja tadašnje Države SHS, odnosno kasnije Kraljevine Jugoslavije, sudjelovao u organizaciji nekoliko međunarodnih izložbi: 1925. u Parizu (narodno rukotvorstvo, dekorativna umjetnost) i 1927. također u Parizu (ćilimarstvo). Muzejski predmeti izlagani su na svjetskim izložbama u Barceloni (1929.), Kopenhagenu (1930.) i Saarbrückenu (1931./1932.) te na velikoj međunarodnoj izložbi u New Yorku (1939.). Berger je umro u Zagrebu 11. siječnja 1934. godine i pokopan je na groblju Mirogoj.

## Vanjske poveznice
- Salomon Berger Hrvatska tehnička enciklopedija, portal hrvatske tehničke baštine. LZMK